# Список угольных шахт Сахалинской области
В данном списке собрана краткая информация о действовавших угольных шахтах Сахалинской области.
| Название шахты                       | Год основания | Год закрытия | Местоположение               | Примечание                                     |
| ------------------------------------ | ------------- | ------------ | ---------------------------- | ---------------------------------------------- |
| «Бошняковская»                       | Конец 1920-х  | 1998         | с. Бошняково                 | Применялся и открытый способ добычи            |
| «Восточная жемчужина» («Долинская»)  | до 1945       | 2014         | с. Быков                     |                                                |
| «Горнозаводская»                     | до 1945       | 1997         | с. Горнозаводск              | Применялся и открытый способ добычи            |
| «Макаровская»                        | до 1945       | 1994         | г. Макаров                   |                                                |
| «Макарьевская»                       | ???           | 1977         | с. Дуэ                       |                                                |
| «Мгачи»                              | 1939          | 1998         | с. Мгачи                     |                                                |
| «Октябрьская»                        | ???           | 1962         |                              |                                                |
| «Синегорская»                        | 1913          | 2004         | с. Синегорск                 |                                                |
| «Тельновская»                        | до 1945       | 1992         | с. Тельновское               |                                                |
| «Тихменевская»                       | 1933          | 1995         | с. Тихменево                 | Применялся и открытый способ добычи            |
| «Ударновская» (ООО «Сахалинуголь-6») | 1924          | 2017         | с. Ударное                   | Последняя функционировавшая шахта.             |
| «Углегорская»                        | 1933          | 2005         | г. Шахтёрск                  |                                                |
| «Шебунинская»                        | 1949          | 1997         | с. Шебунино                  |                                                |
| Шахта 1/3                            | до 1945       | 1954         | п. Угольный Холмского района | Посёлок закрыт примерно в одно время с шахтой. |